# دستگاه (نظریه کنترل)
یک دستگاه در نظریه کنترل ترکیبی از فرایند و محرک (عملگر) است. یک سامانه اغلب با یک تابع تبدیل (معمولاً در حوزه s) شناخته می‌شود که رابطه بین یک سیگنال ورودی و سیگنال خروجی یک سامانه بدون بازخورد را نشان می‌دهد، که معمولاً توسط خواص فیزیکی سامانه تعیین می‌شود. به عنوان مثال، می‌توان به یک عملگر اشاره کرد که ورودی عملگر را به جابجایی فیزیکی آن تبدیل می‌کند. در سامانه‌ای با بازخورد، دستگاه همچنان همان تابع انتقال را دارد، اما یک واحد کنترل و یک حلقه بازخورد (با توابع انتقال مربوطه) به سامانه اضافه می‌شوند.